# Gradska loža u Trogiru
Gradska loža u Trogiru.

## Opis
Nalazi se na adresi Trg pape Ivana Pavla II. Gradska loža u Trogiru podignuta je na jugozapadnom uglu glavnog gradskog trga u 13. stoljeću. Trostrešno drveno krovište nose stupovi s korintskim kapitelima na njenom sjevernom i zapadnom kraju te kamene konzole na južnom i istočnom. Između stupova je kamena ograda. Na istočnom je zidu reljef u kamenu s prikazom mletačkog lava i zaštitnicima grada sv. Lovrom i bl. Ivanom Trogirskim, rad radionice Nikole Firentinca iz 1471. godine. Središnje polje s prikazom lava uklonjeno je 1932. godine. Podno reljefa smješten je kameni stol za suce. Na južnom je zidu reljef s prikazom bana Berislavića na konju, rad Ivana Meštrovića. Loža je obnovljena 1892. godine.

## Zaštita
Pod oznakom Z-5104 zavedena je kao nepokretno kulturno dobro - pojedinačno, pravna statusa zaštićena kulturnog dobra, klasificirano kao "profana graditeljska baština".

## Vanjske poveznice
|  | Zajednički poslužitelj ima još gradiva o temi Gradska loža u Trogiru |